# Empoasca gossypii
Empoasca gossypii är en insektsart som beskrevs av Delong 1932. Empoasca gossypii ingår i släktet Empoasca och familjen dvärgstritar. Inga underarter finns listade i Catalogue of Life.